# 17870 Pannett
17870 Pannett è un asteroide della fascia principale. Scoperto nel 1998, presenta un'orbita caratterizzata da un semiasse maggiore pari a 2,395593 UA e da un'eccentricità di 0,161724, inclinata di 6,768102° rispetto all'eclittica. Ha un diametro di 4,079 km.